# Віневітін Василь Михайлович
Василь Михайлович Віневітін (нар. 1913 — пом. 1938) — радянський прикордонник, учасник битви на озері Хасан, лейтенант. Герой Радянського Союзу (1938).

## Життєпис
Народився 25 квітня 1913 року в селі Духовому, нині Ліскинського району Воронезької області Росії, в родині робітника. Росіянин.
Здобув початкову освіту. До 1928 року наймитував, потім переїхав у місто Бобров, де протягом двох років навчався в сільськогосподарському училищі. Після закінчення училища за направленням ВЛКСМ продовжив навчання Ліскінській залізничній профтехшколі. З 1933 року працював майстром на будівництві залізничної колії Валуйки — Пенза, помічником начальника, а з травня 1935 року — начальником 3-ї будівельної дільниці в Урюпинську.
З жовтня 1935 року — в лавах прикордонних військ НКВС СРСР. Службу розпочав червоноармійцем навчального пункту Посьєтського прикордонного загону на Далекому Сході. Був інструктором-снайпером. У 1938 році отримав військове звання лейтенанта і призначений начальником інженерної служби 59-го Посьєтського прикордонного загону Далекосхідного прикордонного округу військ НКВС СРСР.
Особливо відзначився в боях за висоту Заозерну біля озера Хасан влітку 1938 року. Керував обороною прикордонників, снайперським вогнем нищив солдатів супротивника. У критичний момент бою підняв бійців у контратаку й відкинув японців від радянських позицій. Під час бою отримав поранення, але вже наступного дня втік зі шпиталю в свій підрозділ.
Трагічно загинув у ніч на 1 серпня 1938 року: повертаючись після виконання бойового завдання з обладнання проходів у японських мінних полях, на оклик вартового назвав невірний пароль і був застрелений.

## Нагороди
Указом Президії Верховної Ради СРСР від 25 жовтня 1938 року «за зразкове виконання бойових завдань і геройство, виявлене при обороні району озера Хасан», лейтенантові Віневітіну Василю Михайловичу присвоєне звання Героя Радянського Союзу (посмертно).
Був нагороджений орденом Леніна (25.10.1938).

## Пам'ять
Ім'ям Василя Віневітіна названо залізничну станцію в Примор'ї, вулиці в містах Владивосток і Бобров Воронезької області, морозильний траулер Міністерства рибного господарства СРСР.